# Lijst van personen uit Miami
Dit is een chronologische lijst personen geboren of overleden in de Amerikaanse stad Miami.

## Geboren in Miami

### 1900–1939

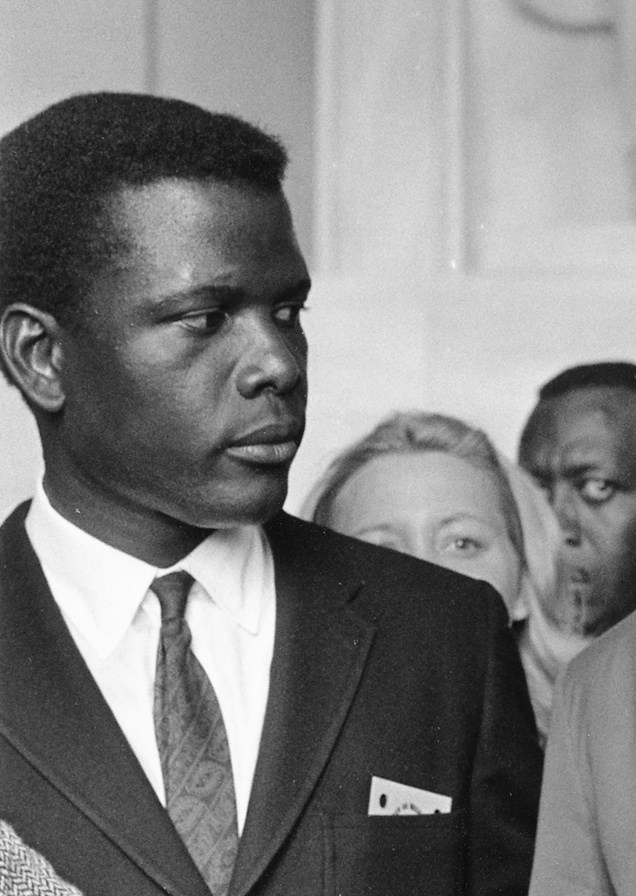
Acteur Sidney Poitier (1927-2022)

- Sidney Poitier (1927-2022), acteur en filmregisseur
- Sam Moore (1935-2025), soulzanger
- Bobby Allison (1937-2024), autocoureur
- Janet Reno (1938-2016), minister van Justitie
- William Lenoir (1939-2010), astronaut
- Ellen Taaffe Zwilich (1939), componiste en muziekpedagoog

### 1940–1949

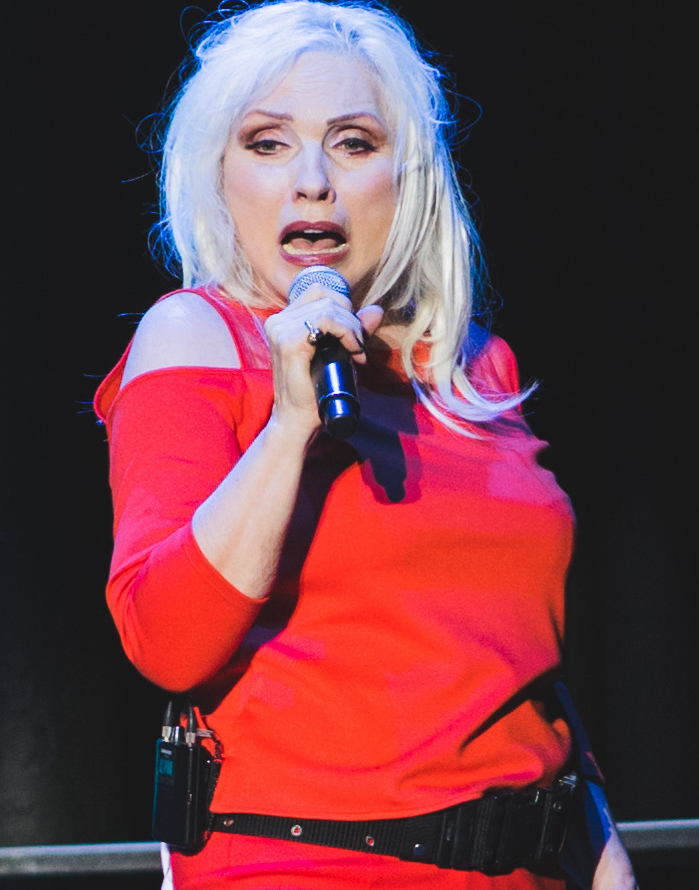
Zangeres Deborah Harry (1945)

- Ed Roberts (1941-2010), computerpionier
- Bill Nelson (1942), politicus en astronaut
- Deborah Harry (1945), zangeres en filmactrice
- Lawrence Kasdan (1949), filmregisseur en scenarioschrijver
- Michael W. Young (1949), bioloog en Nobelprijswinnaar (2017)

### 1950–1959
- William H. Macy (1950), acteur en schrijver
- Winston Scott (1950), astronaut
- Gerry Tinker (1951), sprinter
- Larry Black (1951-2006), sprinter
- Betty Wright (1953-2020), soulzangeres
- Patricia Cornwell (1956), schrijfster
- Jack Sherman (1956-2020), (studio)gitarist
- Catherine Keener (1959), actrice

### 1960–1979
- Terri Garber (1960), actrice
- Eric Boe (1964), astronaut
- Mo Gallini (1966), acteur

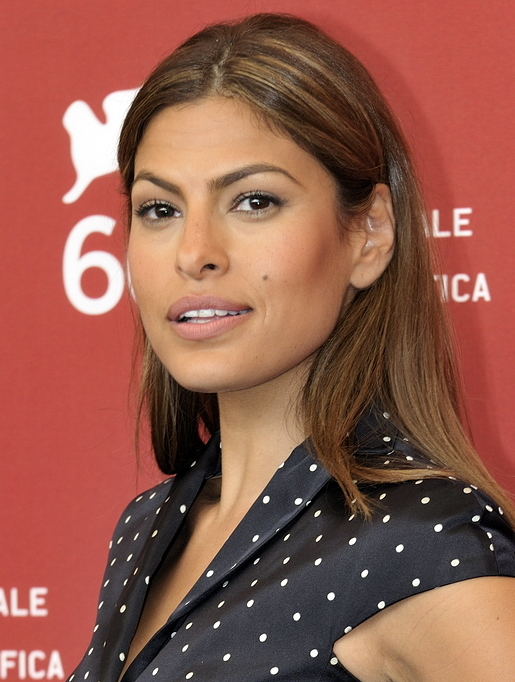
Actrice Eva Mendes (1974)

- Alex Fernandez (1967), (stem)acteur
- Matt Gerald (1970), acteur
- Marco Rubio (1971), senator voor Florida
- Eva Mendes (1974), model en actrice
- Natalie Gold (1976), actrice
- Derek Phillips (1976), acteur
- Steve Aoki (1977), diskjockey
- Barry Jenkins (1979), filmregisseur

### 1980–1999
- Pitbull (1981), rapper

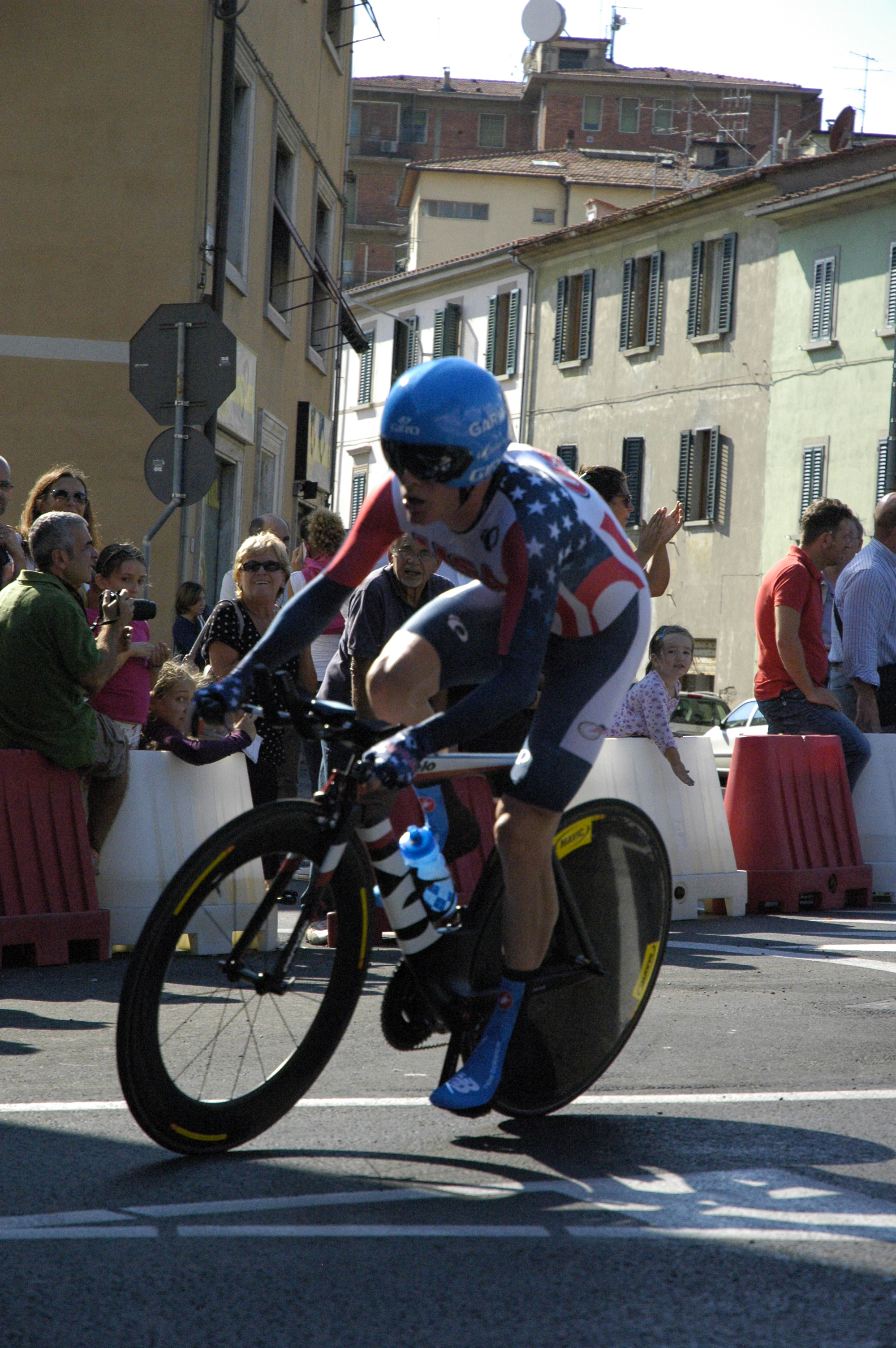
Wielrenner Andrew Talansky (1988)

- Bershawn Jackson (1983), hordeloper
- Steven Sotloff (1983-2014), Amerikaans-Israëlisch journalist (vermoord)
- Natalie Martinez (1984), actrice
- Jorge Masvidal (1984), vechtsporter
- Daniel Noboa (1987), president van Ecuador (2023-heden)
- Andrew Talansky (1988), wielrenner
- Jason Derülo (1989), zanger
- Sean Kingston (1990), zanger
- Shanica Knowles (1990), actrice
- Brianna Rollins (1991), atlete
- Carmela Zumbado (1991), actrice
- Fabiano Caruana (1992), Amerikaans-Italiaans schaker
- Alberto Rosende (1993), acteur
- Anya Taylor-Joy (1996), Amerikaans-Argentijns-Brits actrice
- Twanisha Terry (1999), atlete

### Vanaf 2000
- Lil Pump (2000), rapper

## Overleden in Miami
- Bob Marley (1945-1981), Jamaicaans reggae-artiest
- Sonny Dunham (1911-1990), Amerikaans trompettist en orkestleider
- Gianni Versace (1946-1997), Italiaans modeontwerper
- Eleanor Holm (1913-2004), zwemmer en actrice
- Zaha Hadid (1950-2016), Brits architecte
- Irene Cara (1959-2022), zangeres en actrice
- Frank Farian (1941-2024), Duits muziekproducer